# Audi A8 D3
L'Audi A8 D3 (sigla interna Typ 4E) è la seconda generazione dell'Audi A8, un'ammiraglia di lusso prodotta dal 2002 al 2009 dalla casa automobilistica tedesca Audi, è la gemella dell’ammiraglia in casa volkswagen la phaeton che si presenta nelle stesse versioni e condivide numerosi componenti
L’ A8 D3 ha subito un piccolo restyling di carrozzeria che modifica la presa d’aria anteriore ma anche a livello di motorizzazione dove si parla nella parte “evoluzione” di questa pagina  
Quest’ammiraglia ha diverse versioni: La L cioè passo lungo che rende le poltrone posteriori più spaziosi a favore dei politici che si siederanno, e quella più amata da noi appassionati, la a8L W12 un motore da vera supercar, che ti permette di macinare km nel massimo del comfort
I prezzi variano molto di versione in versione ma siamo sicuri che abbia avuto una grande svalutazione, da non sottovalutare i costi di gestione alti visto che la versione meno potente monta un motore 4.2 diesel.
è un auto molto spaziosa per famiglie (anche se non è stata sviluppata per questo tipo di clientela),perché il bagagliaio è di 502litri che permette di caricare molte valigie anche abbastanza grandi, ma soprattutto è un auto che (nonostante la grandezza e il lusso che si trova all’interno) passa inosservato al contrario di berline dello stesso settore

## Profilo e storia

### Debutto
Questa nuova generazione dell'ammiraglia di Ingolstadt venne presentata a Parigi nell'ottobre del 2002. Con il suo lancio, la casa dei quattro anelli volle enfatizzare i già notevoli contenuti tecnici e non solo della precedente generazione, allo scopo di renderla più sicura, prestante e confortevole.

### Design esterno ed interno

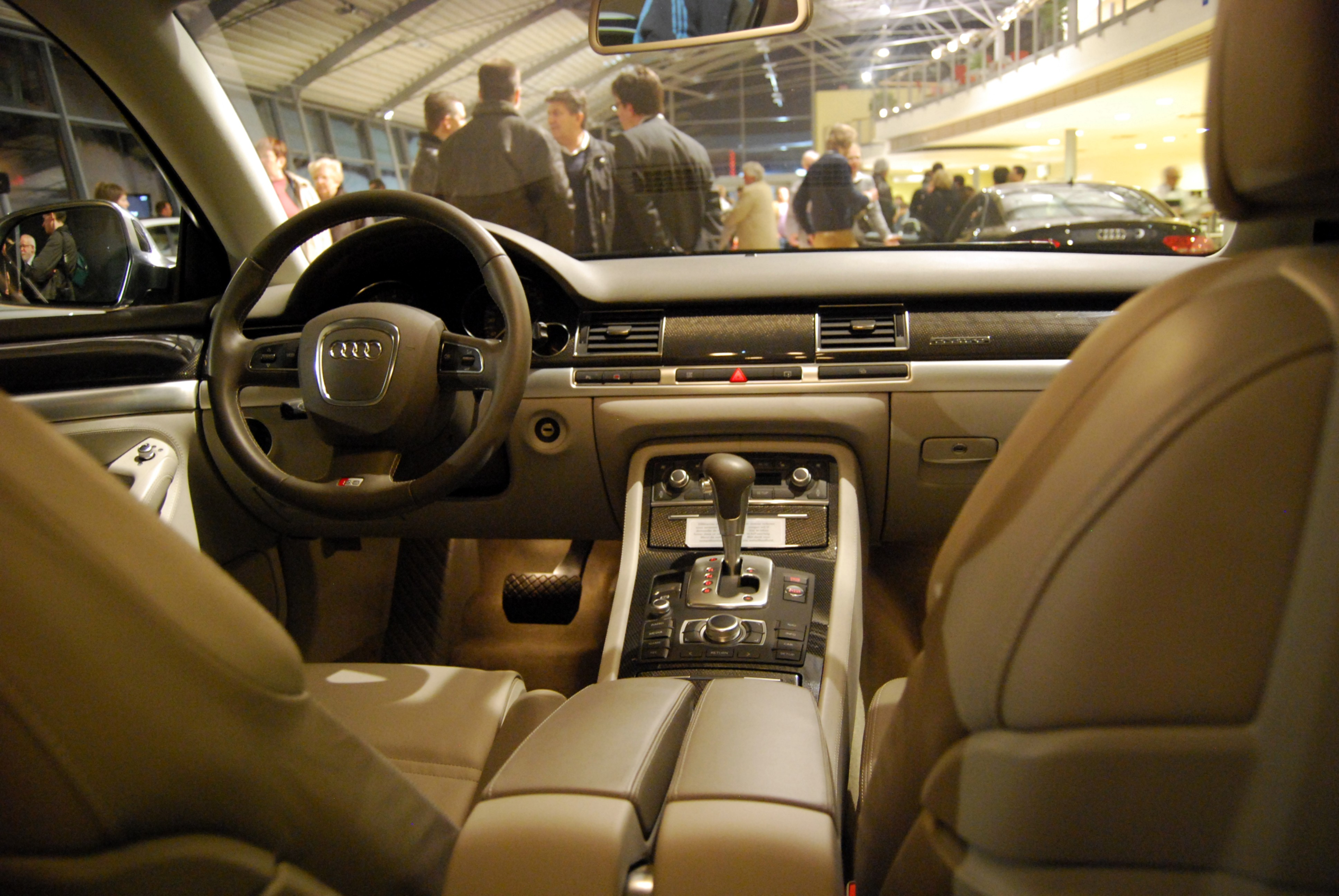
Interni

Forti dei consensi ottenuti con la prima generazione della A8, i vertici Audi fecero sviluppare un modello che ne riproponesse in chiave più attualizzata i contenuti stilistici all'insegna della sobrietà unita all'eleganza necessaria per questo genere di vetture. In effetti, sebbene in realtà si trattasse di una vettura completamente nuova, gli aggiornamenti stilistici sembravano essere limitati solo a frontale e coda, in ossequio al nuovo corso stilistico Audi. Il frontale adottò i nuovi gruppi ottici rettangolari il cui stile fu inaugurato due anni prima con il lancio della A4 di seconda generazione e lo stesso si poté dire anche della calandra, divisa in due parti dal fascione paraurti, nella cui zona inferiore trovavano posto due prese d'aria per il raffreddamento dei freni e due luci fendinebbia. Anche il cofano motore fu oggetto di aggiornamenti, così come la coda, ossia la parte che forse venne modificata in misura maggiore, con la sua nuova linea più morbida e i nuovi fari dalla forma trapezoidale e posizionati più in alto rispetto a prima. In generale, però, il lavoro dei designer di casa Audi non si limitò a questo, ma anche a levigarne le forme e gli spigoli allo scopo di migliorarne le doti aerodinamiche: il risultato fu il raggiungimento di un Cx pari a 0,27 contro lo 0,29 ottenuto con la precedente A8.
L'abitacolo confermò, migliorandole, le doti di abitabilità: il posto guida, sempre sobrio, era caratterizzato da un gruppo plancia-cruscotto dal disegno lineare ma non banale. La strumentazione era composta come di consueto dai due strumenti principali (tachimetro e contagiri), più il termometro dell'acqua e l'indicatore del livello carburante, anch'essi tondi ma più piccoli e montati nella zona bassa del cruscotto. Al centro del cruscotto, fra tachimetro e contagiri, era presente un piccolo display per alcune indicazioni ausiliarie. La plancia era caratterizzata da un disegno a strati orizzontali rivestiti in pelle, radica e plastica (quest'ultima di buona qualità), con la console centrale morbidamente raccordata sia alla plancia stessa che al tunnel centrale. Sulla sommità della console centrale, laddove una volta vi erano tre bocchette di aerazione, nella nuova A8 ne erano presenti solo due: al posto della bocchetta centrale era presente invece un display estraibile per il navigatore satellitare. Alla base della console centrale era presente la manopola del sistema MMI, atto alla gestione del sistema multimediale, ma anche dell'assetto della vettura. La selleria e i pannelli porta erano anch'essi rivestiti in pelle, con inserti in radica presenti sui secondi per impreziosire il livello di finitura.

### Struttura, meccanica e motori

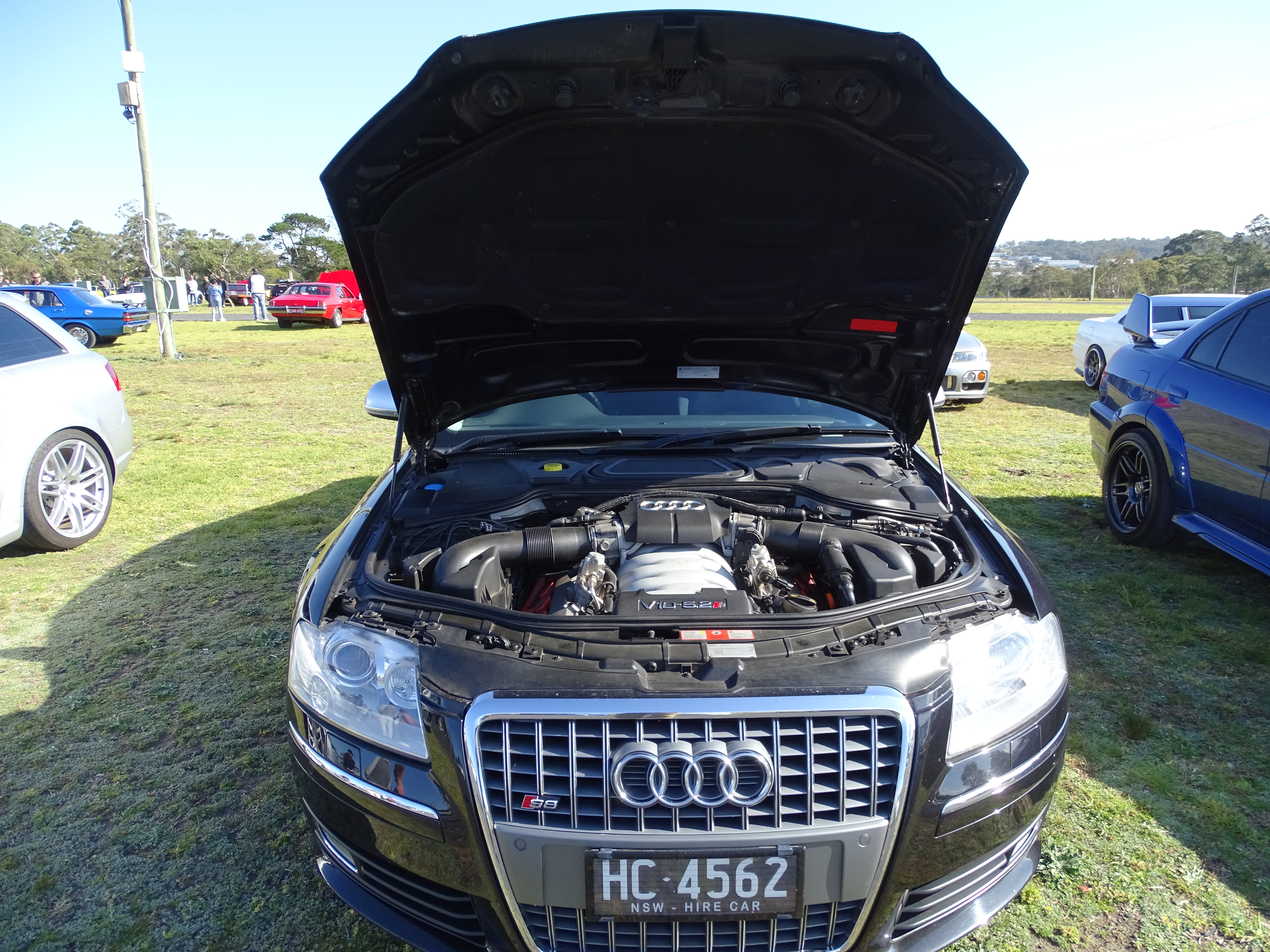
Motore V10 di una S8

Anche per la sua seconda generazione, la A8 confermò l'architettura meccanica a motore anteriore longitudinale, ma stavolta con trazione integrale sull'intera gamma, almeno nelle prime fasi della sua carriera: alcuni modelli a trazione anteriore sarebbero arrivati in seguito.
A livello strutturale la seconda generazione della A8 compì un ulteriore salto evolutivo semplificando la costruzione della scocca portante in lega di alluminio, rendendola nel contempo più leggera (appena 215 kg) ma anche più rigida perché tale lavoro di semplificazione previde in pratica la sostituzione di gruppi di componenti piccoli con un componente unico, quindi più rigido. Come risultato, la rigidezza torsionale della vettura risultò maggiore del 60% rispetto al modello uscente. La progettazione della nuova struttura passò anche per l'incremento del suo livello di sicurezza passiva, e quindi per la capacità della struttura stessa di assorbire gli urti.
Le sospensioni della A8 D3, sempre realizzate in lega di alluminio, prevedevano un avantreno a doppio braccio trasversale oscillante e un retrotreno a bracci trapezoidali con controllo direzionale. Ma la vera novità a proposito del comparto sospensivo fu costituita dal nuovo sistema a molle pneumatiche gestite elettronicamente come anche gli ammortizzatori, anch'essi a controllo elettronico. L'impianto frenante prevedeva dischi autoventilanti su entrambi gli assi.
Al debutto la seconda generazione della A8 fu prevista in due motorizzazioni di tipo V8, entrambe bialbero e a 5 valvole per cilindro:
- 3.7: motore da 3697 cm3 con potenza massima di 280 CV;
- 4.2: motore da 4172 cm3 con potenza massima di 335 CV.

Entrambe le motorizzazioni erano accoppiate ad un cambio automatico a 6 rapporti.

## Evoluzione

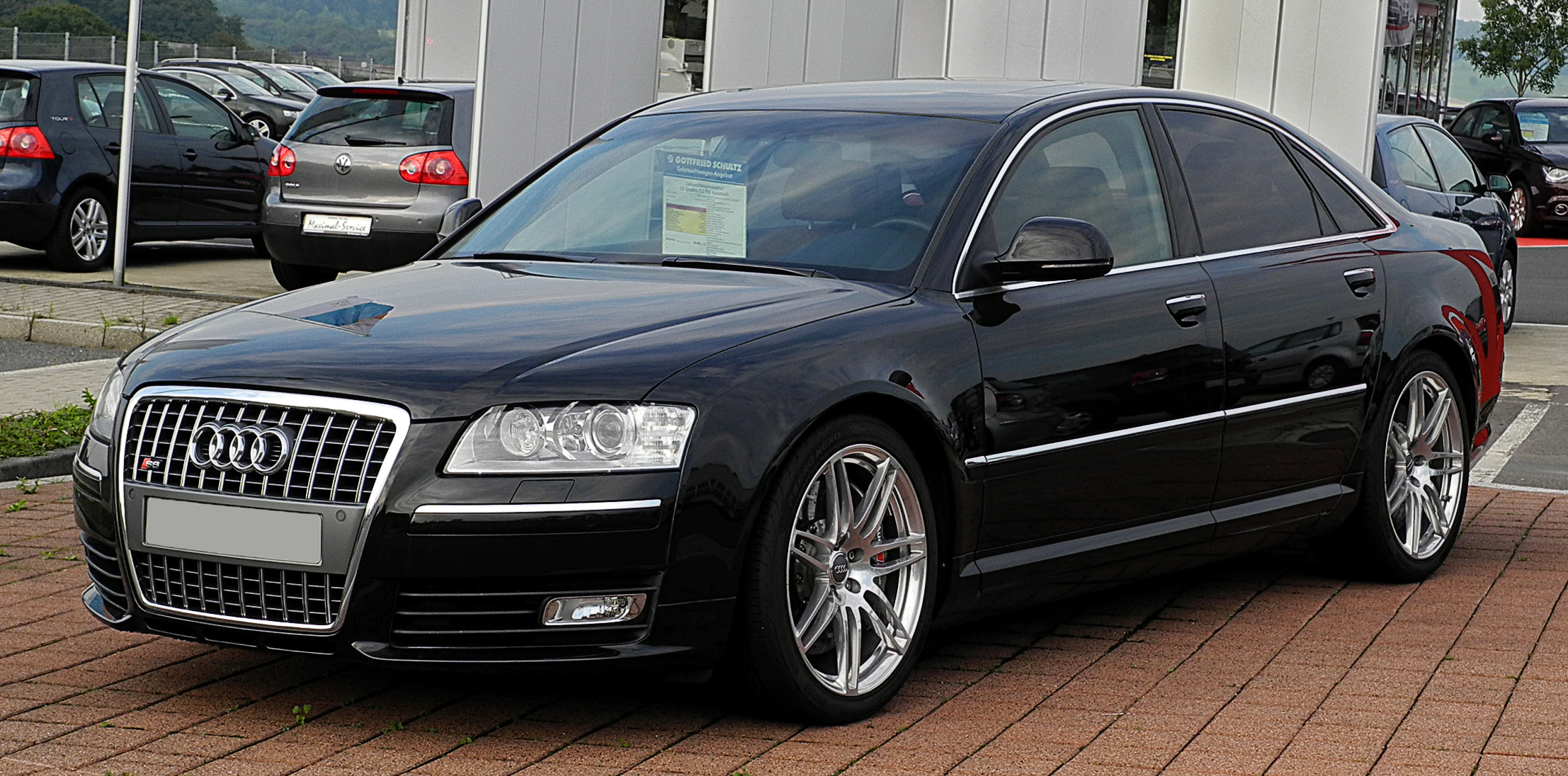
Audi S8

I primi aggiornamenti alla gamma della A8 di seconda generazione si ebbero nel maggio del 2003, quando la gamma stessa vide l'arrivo della prima motorizzazione a gasolio, in questo caso un 4 litri V8 turbodiesel common rail da 275 CV. Sempre nello stesso periodo viene introdotta anche la versione a passo lungo, denominata A8 L come nella precedente generazione, anche in questo caso con interasse allungato di 13 cm. Tale variante di carrozzeria fu prevista in abbinamento al motore 4.2 a benzina e 4.0 a gasolio.

### Restyling 2005
Significative furono le novità anche per il 2005 con la vettura che venne sottoposta ad un restyling: in estate vi fu infatti l'avvicendamento fra il 4 litri TDI da 275 CV e il nuovo 4.2 TDI (in realtà un 4.1 visto che la cilindrata era di 4135 cm3) da 326 CV e nello stesso periodo si ebbe anche l'arrivo del nuovo motore V6 da 3,2 litri ad iniezione diretta di benzina, in grado di erogare 260 CV. Tale motore andò a sua volta a sostituire il precedente 3 litri ad iniezione indiretta. Inoltre, la calandra single frame, fino a quel momento riservata alla versione W12, venne estesa a tutta la gamma A8.
Un anno dopo, il motore 3.7 da 280 CV, ormai tallonato da vicino dal nuovo 3.2 FSI da 260 CV, venne tolto di listino, e così pure il 4.2 da 335 CV, quest'ultimo sostituito invece dal nuovo V8 da 4163 cm3 alimentato ad iniezione diretta e con potenza massima di 350 CV. Contemporaneamente fece il suo debutto la S8, versione dal carattere sportiveggiante che per sottolineare tale indole venne equipaggiata nientemeno che con un V10 da 5,2 litri ad iniezione diretta e 450 CV di potenza massima derivato in parte da quello già impiegato sotto il cofano della Lamborghini Gallardo (che invece in quel periodo montava un V10 da 5 litri ad iniezione indiretta, ma da 520 CV). La messa a punto del telaio per questa vettura fu chiaramente di stampo sportiveggiante, con le sospensioni pneumatiche gestite elettronicamente mediante programmi specifici e con la possibilità di ottenere a richiesta i dischi anteriori carboceramici. Esternamente la S8 si distingueva per le specifiche scritte identificative, per i cerchi da 20 pollici con pneumatici ribassati e i due terminali di scarico sdoppiati.

### Restyling 2007
Nell'agosto del 2007 si ebbe il restyling di mezza età, sempre mirato a pochi particolari come da tradizione Audi e che in questo caso prevedeva principalmente gli indicatori di direzione sulle calotte dei retrovisori esterni e le luci di retromarcia più lunghe sui gruppi ottici posteriori. Anche la calandra fu oggetto di una lieve ed impercettibile rivisitazione. L'abitacolo rimase sostanzialmente invariato, ma con più ampie possibilità di personalizzazione e di abbinamenti. Quanto alla gamma motori, l'unica novità fu data dall'arrivo della nuova motorizzazione di base, rappresentata da un V6 da 2,8 litri in grado di erogare una potenza massima di 210 CV. Anche questo motore fu previsto solo in abbinamento alla trazione anteriore.
Il restyling del 2007 fu anche l'ultima grossa novità riguardante la gamma della A8 di seconda generazione: dopo tale aggiornamento non vi furono più novità di sorta per i successivi tre anni e il pensionamento del modello si ebbe nel luglio del 2010.

## Riepilogo caratteristiche
Di seguito vengono riepilogate le caratteristiche relative alle varie versioni costituenti la gamma della seconda generazione dell'Audi A8:
| Audi A8 D3 (2002-10) |             |          |            |                                             |                |                |           |                       |                    |              |                     |                    |                    |
| Modello              | Carrozzeria | Motore   | Cilindrata | Alimentazione                               | Potenza CV/rpm | Coppia Nm/rpm  | Trazione  | Cambio/ N°rapporti    | Massa a vuoto (kg) | Velocità max | Acceler. 0–100 km/h | Consumo (l/100 km) | Anni di produzione |
| Versioni a benzina   |             |          |            |                                             |                |                |           |                       |                    |              |                     |                    |                    |
| A8 2.8 FSI           | berlina     | BDX      | 2773       | Iniezione elettronica diretta               | 210/ 5500-6800 | 280/ 3000-5000 | Anteriore | Variazione continua   | 1.690              | 238          | 8"                  | 8,3                | 08/2007–07/2010    |
| A8 3.0 V6            | berlina     | ASN, AVK | 2976       | Iniezione elettronica indiretta multipoint  | 220/6300       | 300/3200       | Anteriore | Variazione continua   | 1.670              | 242          | 7"9                 | 9,6                | 07/2003–05/2005    |
| A8 3.0 V6            | limousine   | ASN, AVK | 2976       | Iniezione elettronica indiretta multipoint  | 220/6300       | 300/3200       | Anteriore | Variazione continua   | 1.720              | 242          | 8"3                 | 9,6                | 07/2003–05/2005    |
| A8 3.2 FSI           | berlina     | BPK      | 3123       | Iniezione elettronica diretta               | 260/6500       | 330/3250       | Anteriore | Variazione continua   | 1.690              | 250          | 7"7                 | 9,9                | 06/2005–07/2010    |
| A8 3.2 FSI           | limousine   | BPK      | 3123       | Iniezione elettronica diretta               | 260/6500       | 330/3250       | Anteriore | Variazione continua   | 1.740              | 7"9          |                     | 9,9                | 06/2005–07/2010    |
| A8 3.2 FSI quattro   | berlina     | BPK      | 3123       | Iniezione elettronica diretta               | 260/6500       | 330/3250       | Integrale | Automatico 6 rapporti | 1.785              | 7"7          | 10,9                | 06/2005–07/2010    |                    |
| A8 3.7 V8 quattro    | berlina     | BFL      | 3697       | Iniezione elettronica indiretta multipoint  | 280/6000       | 350/3250       | Integrale | Automatico 6 rapporti | 1.770              | 7"3          | 11,7                | 10/2002–05/2006    |                    |
| A8 4.2 V8 quattro    | berlina     | BFM      | 4172       | Iniezione elettronica indiretta multipoint  | 335/6200       | 430/3500       | Integrale | Automatico 6 rapporti | 1.780              | 6"3          | 11,9                | 10/2002–05/2006    |                    |
| A8 4.2 V8 quattro    | limousine   | BFM      | 4172       | Iniezione elettronica indiretta multipoint  | 335/6200       | 430/3500       | Integrale | Automatico 6 rapporti | 1.835              | 6"4          | 11,9                | 05/2003-05/2006    |                    |
| A8 4.2 FSI quattro   | berlina     | BVJ      | 4163       | Iniezione elettronica diretta               | 350/6800       | 440/3500       | Integrale | Automatico 6 rapporti | 1.800              | 6"1          | 10,9                | 06/2006–07/2010    |                    |
| A8 4.2 FSI quattro   | limousine   | BVJ      | 4163       | Iniezione elettronica diretta               | 350/6800       | 440/3500       | Integrale | Automatico 6 rapporti | 1.850              | 6"3          | 10,9                | 06/2006–07/2010    |                    |
| S8                   | berlina     | BSM      | 5204       | Iniezione elettronica diretta               | 450/7000       | 540/3500       | Integrale | Automatico 6 rapporti | 1.940              | 5"1          | 13,4                | 06/2006–07/2010    |                    |
| A8 6.0 W12 quattro   | berlina     | BHT      | 5998       | Iniezione elettronica indiretta multipoint  | 450/6200       | 580/ 4000-4700 | Integrale | Automatico 6 rapporti | 1.960              | 5"1          | 14,7                | 12/2003–07/2010    |                    |
| A8 6.0 W12 quattro   | limousine   | BHT      | 5998       | Iniezione elettronica indiretta multipoint  | 450/6200       | 580/ 4000-4700 | Integrale | Automatico 6 rapporti | 1.995              | 5"2          | 14,7                | 12/2003–07/2010    |                    |
| Versioni a gasolio   |             |          |            |                                             |                |                |           |                       |                    |              |                     |                    |                    |
| A8 3.0 TDI quattro   | berlina     | BNG      | 2967       | Turbodiesel iniezione diretta common rail   | 233/4000       | 450/ 1400-3250 | Integrale | Automatico 6 rapporti | 1.830              | 243          | 7"8                 | 8,4                | 12/2003-07/2010    |
| A8 3.0 TDI quattro   | limousine   | BNG      | 2967       | Turbodiesel iniezione diretta common rail   | 233/4000       | 450/ 1400-3250 | Integrale | Automatico 6 rapporti | 1.880              | 243          | 7"9                 | 8,5                | 12/2003-07/2010    |
| A8 4.0 TDI quattro   | berlina     | ASE      | 3936       | Biturbodiesel iniezione diretta common rail | 275/3750       | 650/ 1800-2500 | Integrale | Automatico 6 rapporti | 1.940              | 250          | 6"7                 | 9,6                | 05/2003–06/2005    |
| A8 4.0 TDI quattro   | limousine   | ASE      | 3936       | Biturbodiesel iniezione diretta common rail | 275/3750       | 650/ 1800-2500 | Integrale | Automatico 6 rapporti | 1.990              | 250          | 6"8                 | 9,6                | 05/2003–06/2005    |
| A8 4.2 TDI quattro   | berlina     | BVN      | 4134       | Biturbodiesel iniezione diretta common rail | 326/3750       | 650/ 1600-3500 | Integrale | Automatico 6 rapporti | 1.945              | 250          | 5"9                 | 9"4                | 07/2005–07/2010    |
| A8 4.2 TDI quattro   | limousine   | BVN      | 4134       | Biturbodiesel iniezione diretta common rail | 326/3750       | 650/ 1600-3500 | Integrale | Automatico 6 rapporti | 1.995              | 250          | 6"1                 | 9"4                | 07/2005–07/2010    |